# Шарівська сільська рада (Білокуракинський район)
Шарівська сільська рада — сільська рада у Білокуракинському районі Луганської області з адміністративним центром у селі Шарівка. Населення становить 600 осіб. Щільність населення — 10,5 осіб/км².

## Населені пункти
Сільській раді підпорядковані населені пункти:
- с. Шарівка
- с. Лозне

## Загальні відомості
Історична дата утворення: в 1930 році.
Сільська рада межує (з півночі за годинниковою стрілкою) з Росією, Танюшівською сільською радою Новопсковського району, Червоноармійською, Лозно-Олександрівською сільськими радами Білокуракинського району. Територія сільської ради становить 55,38 км², периметр — 35,450 км.
Територією сільради тече річка Айдар та її права притока Лозна.

## Склад
Загальний склад ради: 14 депутатів. Партійний склад: Партія регіонів — 8 (57,1%), Комуністична партія — 5 (35,7%), Сильна Україна — 1 (7,1%). Голова сільради — Піднебенний Олександр Пантелійович, секретар — Зосименко Галина Миколаївна.
| Шарівська сільська рада     | Шарівська сільська рада       | Шарівська сільська рада     | Шарівська сільська рада                                                            |
| № зп                        | Прізвище, ім'я, по батькові   | Дата визнання обраним       | Відомості про обраного депутата                                                    |
| Комуністична партія України | Комуністична партія України   | Комуністична партія України | Комуністична партія України                                                        |
| --------------------------- | ----------------------------- | --------------------------- | ---------------------------------------------------------------------------------- |
| 1                           | Зінченко Надія Іванівна       | 3 листопада 2010            | Освіта середня спеціальна, член Комуністичної партії України, тимчасово не працює. |
| 2                           | Зінченко Тетяна Степанівна    | 3 листопада 2010            | Освіта середня спеціальна, позапартійна, Шарівська сільська рада.                  |
| 3                           | Зінченко Альона Юрійовна      | 3 листопада 2010            | Освіта середня, позапартійна, Шарівський сільський будинок культури, директор.     |
| 4                           | Кучеренко Ольга Віталіївна    | 3 листопада 2010            | Освіта середня, член Комуністичної партії України, тимчасово не працює.            |
| 5                           | Заволодько Микола Іванович    | 3 листопада 2010            | Освіта вища, позапартійний, Шарівська школа, вчитель.                              |
| Партія регіонів             |                               |                             |                                                                                    |
| 1                           | Зінченко Марина Василівна     | 3 листопада 2010            | Освіта вища, позапартійна, Шарівський фельдшерсько-акушерський пункт, фельдшер.    |
| 2                           | Ляшко Олена Іванівна          | 3 листопада 2010            | Освіта вища, член Партії регіонів, Шарівська школа, вчитель.                       |
| 3                           | Ковальова Антоніна Вікторівна | 3 листопада 2010            | Освіта вища, позапартійна, Шарівська сільська рада, бухгалтер.                     |
| 4                           | Пономаренко Людмила Василівна | 3 листопада 2010            | Освіта вища, член Партії регіонів, Шарівська школа, вчитель.                       |
| 5                           | Цикоза Наталія Миколаївна     | 3 листопада 2010            | Освіта середня, член Партії регіонів, Шарівська школа, вчитель.                    |
| 6                           | Чуяс Ірина Миколаївна         | 3 листопада 2010            | Освіта вища, член Партії регіонів, Шарівська сільська бібліотека, бібліотекар.     |
| 7                           | Зосименко Галина Миколаївна   | 3 листопада 2010            | Освіта вища, позапартійна, Шарівська сільська рада, секретар.                      |
| 8                           | Ковальов Микола Михайлович    | 3 листопада 2010            | Освіта середня, позапартійний, пенсіонер.                                          |
| Сильна Україна              |                               |                             |                                                                                    |
| 1                           | Хондошко Лариса Миколаївна    | 3 листопада 2010            | Освіта середня, позапартійна, безпартійна.                                         |

### Керівний склад ради
| ПІБ                                | Основні відомості                                                 | Дата обрання | Дата звільнення |
| ---------------------------------- | ----------------------------------------------------------------- | ------------ | --------------- |
| Піднебенний Олександр Пантелійович | Сільський голова, 1961 року народження, освіта, безпартійний      | 26.03.2006   | 31.10.2010      |
| Піднебенний Олекснадр Пантелійович | Сільський голова, 1961 року народження, освіта вища, безпартійний | 31.10.2010   |                 |

Примітка: таблиця складена за даними джерела

## Економіка
На землях сільської ради сільськогосподарського призначення господарюють ПП СВФ Агро відділення «Лозна», голова Панасенко Олександр Дмитрович.